# 김현주 (1964년)
김현주(金賢珠, 1964년 10월 16일 ~ )는 대한민국의 배우 겸 방송인이다.

## 생애
1964년 10월 16일 서울특별시에서 출생한 그녀는 동명여자고등학교 2학년에 재학 중이던 1981년 미스 롯데 선발대회에서 미스 롯데 칠성으로 모델 은상을 받음과 동시에 KBSS 공채 8기 탤런트가 되었다. 현재는 드라마 출연 보다 라디오DJ로 활동하고 있다.
그리고 그녀의 미스 롯데 선발대회 및 KBS 공채 8기 탤런트 동기로는 안문숙 등이 있다.

## 학력
- 신정초등학교
- 화곡여자중학교
- 동명여자고등학교
- 서울예술전문대학 연극영화과 전문학사
- 캘리포니아 대학교 로스앤젤레스 (UCLA Extention) TV, Radio & Theater 수료

## 경력
- 1981년 미스 롯데 칠성 모델 은상
- 1981년 KBS 공채 8기 탤런트

## 출연

### 방송

#### 드라마
- 1982년 KBS 1TV 《행복의 계단》
- 1982년 KBS 2TV 《세 자매》
- 1983년 KBS 2TV 《금남의 집》
- 1983년 KBS 1TV 《푸른 꿈은 빛나라》
- 1985년 KBS 2TV 《꽃반지》
- 1986년 KBS 1TV 《노다지》
- 1987년 KBS 1TV 《87' 행복을 찾습니다》
- 1990년 MBC 《조선왕조 오백년 - 대원군》
- 1990년 KBS 1TV 《징검다리》
- 1991년 KBS 1TV 《왕도》 - 젊은 상궁나인 역
- 1991년 MBC 《여명의 눈동자》 - 가즈꼬 역
- 1991년 KBS 2TV 《촛불처럼 타다》
- 1991년 KBS 2TV 《사랑의 학교》
- 1991년 KBS 1TV 《내일은 봄》
- 1991년 KBS 2TV 《형》 - 김동희 역
- 1992년 KBS 1TV 《삼국기》 - 연개소문 처 역
- 1992년 KBS 2TV 《위기의 남자》
- 1993년 KBS 1TV 《위스키와 돼지갈비》
- 1993년 KBS 2TV 《사랑은 못말려》 - 주영신 역
- 1993년 KBS 2TV 《살아남은 자의 슬픔》
- 1993년 KBS 2TV 《백색 미로》 - 남화 역
- 1994년 KBS 2TV 《그대 있음에》
- 1994년 MBC 《여울목》 - 송현주 역
- 1994년 KBS 2TV 《사랑의 인사》
- 1999년 SBS 《지금은 사랑할 때》
- 2002년 KBS 1TV 《제국의 아침》 - 의화왕후 임씨 역
- 2002년 MBC 《위기의 남자》
- 2003년 KBS 2TV 《KBS 드라마시티 - 이혼한 부부》
- 2003년 KBS 2TV 《KBS 드라마시티 - 꽃게장과 소시지》
- 2003년 KBS 2TV 《KBS 드라마시티 - 엄마의 첫 사랑》
- 2003년 KBS 2TV 《나는 이혼하지 않는다》 - 채영주 역
- 2004년 MBC 《빙점》 - 진숙 역
- 2005년 MBC 《자매바다》 - 김순영 역
- 2005년 KBS 2TV 《성장드라마 반올림》 - 이은영 역
- 2006년 KBS 1TV 《KBS TV 문학관 - 달의 제단》 - 해월당 역
- 2007년 KBS 2TV 《헬로! 애기씨》 - 이명숙 역
- 2007년 KBS 1TV 《그대의 풍경》 - 한영옥 역
- 2015년 MBC 《킬미힐미》 - 백진숙 역
- 2015년 KBS 1TV 《가족을 지켜라》 - 오선영 역
- 2016년 MBC 《좋은사람》 - 김은애 역
- 2024년~2025년 MBC 《친절한 선주씨》 - 미즈에 역 - 소우의 친모

#### 시트콤
- 2002년 KBS 2TV 《동물원 사람들》 - 양하영 역

#### 교양
- 1993년 MBC 《세상사는 이야기》 - MC
- 2000년 SBS 《밀레니엄 탐험, 리얼 코리아 - 맛기행 그곳에 가면》 - MC
- 2004년 CBS 《김현주의 아름다운 세상》 - MC
- 2006년 CTS 《내가 매일 기쁘게》 - MC

#### 예능
- 1984년 KBS 2TV 《젊음의 행진》 - MC
- 1992년 KBS 2TV 《가요톱10》 - MC
- 1994년 MBC 《노래천국》 - MC
- 2000년 ITV 《3일간의 사랑》 - 게스트
- 2005년 KBS 2TV 《비타민》 - 게스트

#### 라디오
- 1986년 KBS 쿨 FM 《밤을 잊은 그대에게》 - DJ
- 1987년 KBS 쿨 FM 《김현주의 밤의 프랫포옴》 - DJ
- 1991년 MBC FM4U 《FM은 내 친구》 - DJ
- 1992년 KBS 쿨 FM 《FM매거진》 - DJ
- 1993년 MBC FM4U 《김현주의 FM모닝쇼》 - DJ
- 1996년 MBC FM4U 《김현주의 음악살롱》 - DJ
- 1999년 SBS 러브FM 《김현주의 희망본부 103.5》 - DJ
- 2000년 CBS 표준FM 《김현주의 산뜻한 오후》 - DJ
- 2004년 TBS 《김현주의 LIVE FM》 - DJ
- 2007년 SBS 파워FM 《그대의 향기 김현주입니다》 - DJ
- 2015년 CBS 표준FM 《오후의 향기 김현주입니다》 - DJ
- 2015년 EBS FM 《EBS 책 읽는 라디오 낭독 시리즈》
- 2016년 CBS 음악FM 《김현주의 행복한 동행》 - DJ
- 2017년 EBS FM 《책으로 행복한 12시, 김현주입니다》 - DJ

### 영화
- 1984년 《무릎과 무릎 사이》
- 1984년 《젊은 시계탑》
- 1984년 《각설이 품바 타령》
- 1985년 《먹다버린 능금》
- 1985년 《철부지》
- 1990년 《어느 모델의 사랑》
- 2008년 《사과》 - 정 부장 역
- 2017년 《메소드》 - 라디오 멘트 DJ 역 (우정 출연)

### 공연

#### 연극
- 1994년 《영원한 제국》
- 1996년 《오영신을 찾습니다》

## 음반

### 정규
- 2000년 《김현주의 사랑하는 이에게》
- 2002년 《이종환과 김현주의 탈무드 Ⅰ》
- 2002년 《이종환과 김현주의 탈무드 Ⅱ》
- 2003년 《김현주의 Sentimental Hits》
- 2005년 《김현주의 Sentimental Love》
- 2006년 《김현주의 비오는 거리》
- 2008년 《김현주의 성경낭독 향기로운 말씀 잠언》

### 참여
- 1994년 《94 창작 국악 동요제》

## 수상
- 1992년 KBS 연기대상 여자 우수상 (형)
- 1993년 MBC 연기대상 우수DJ상 (김현주의 FM모닝쇼)